# Volvo EX30
De Volvo EX30 is een elektrische auto van autoproducent Volvo uit Zweden. De EX30 verscheen op 7 juni 2023 en is het kleinste automodel van Volvo. Het voertuig wordt geproduceerd in China en België, en is vergelijkbaar met de Zeekr X en Smart ♯1 omdat ze vergelijkbaar zijn qua grootte en zijn gebouwd op Geely's SEA platform. De EX30 werd in 2024 in Europa en in 2025 in de Verenigde Staten verkrijgbaar.

## Specificaties
| Motor                       | Productie  | Batterij-capaciteit | Laadvermogen | Bereik | Vermogen | Koppel | Topsnelheid |
| --------------------------- | ---------- | ------------------- | ------------ | ------ | -------- | ------ | ----------- |
| Enkele motor                | 2023-heden | 49 kWh              | 134 kW       | 344 km | 200 kW   | 343 Nm | 180 km/h    |
| Dubbele motor (range)       | 2023-heden | 64 kWh              | 150 kW       | 480 km | 200 kW   | 343 Nm | 180 km/h    |
| Dubbele motor (performance) | 2023-heden | 64 kWh              | 150 kW       | 460 km | 315 kW   | 543 Nm | 180 km/h    |

## Galerij

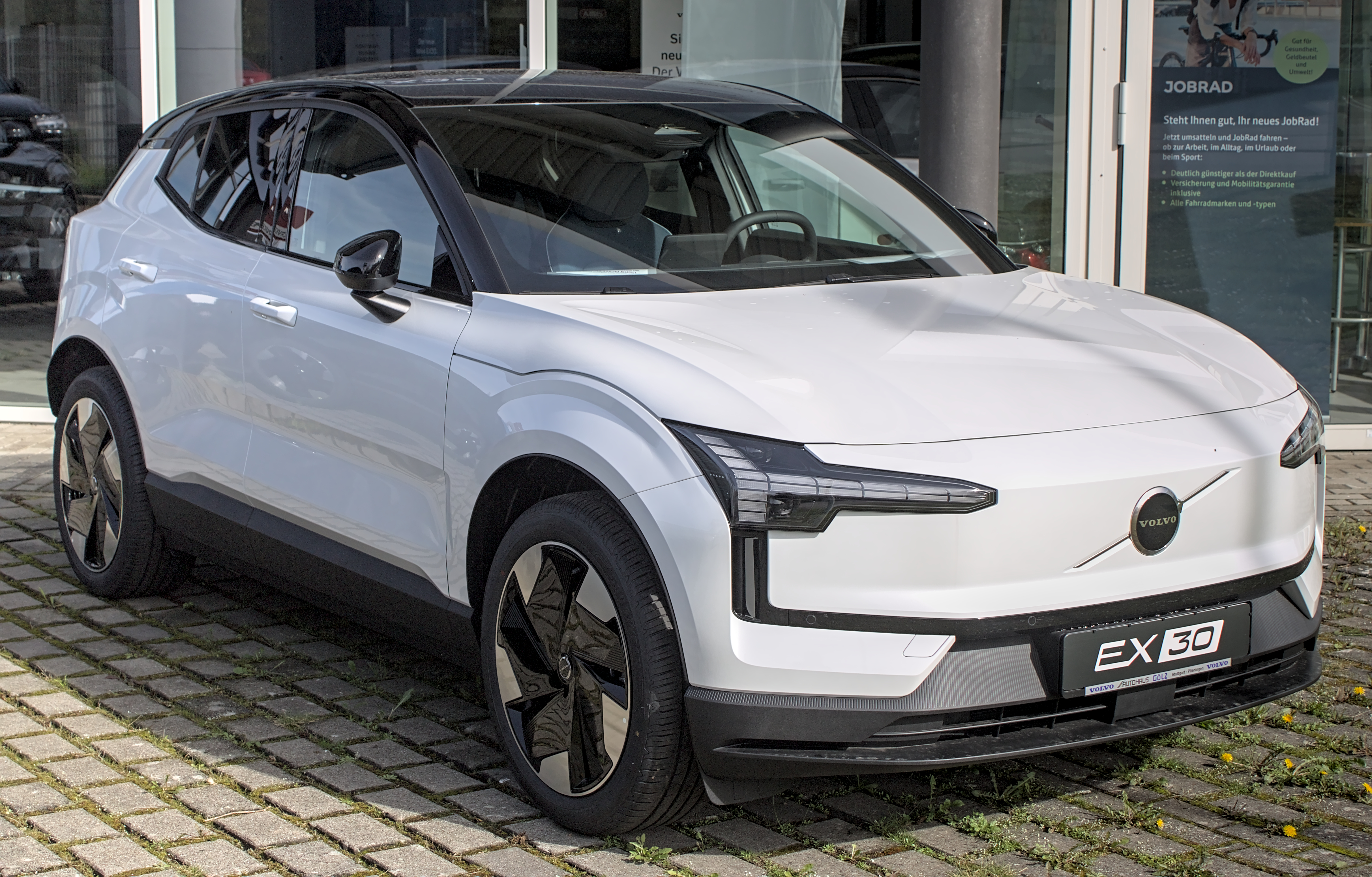
Voorzijde
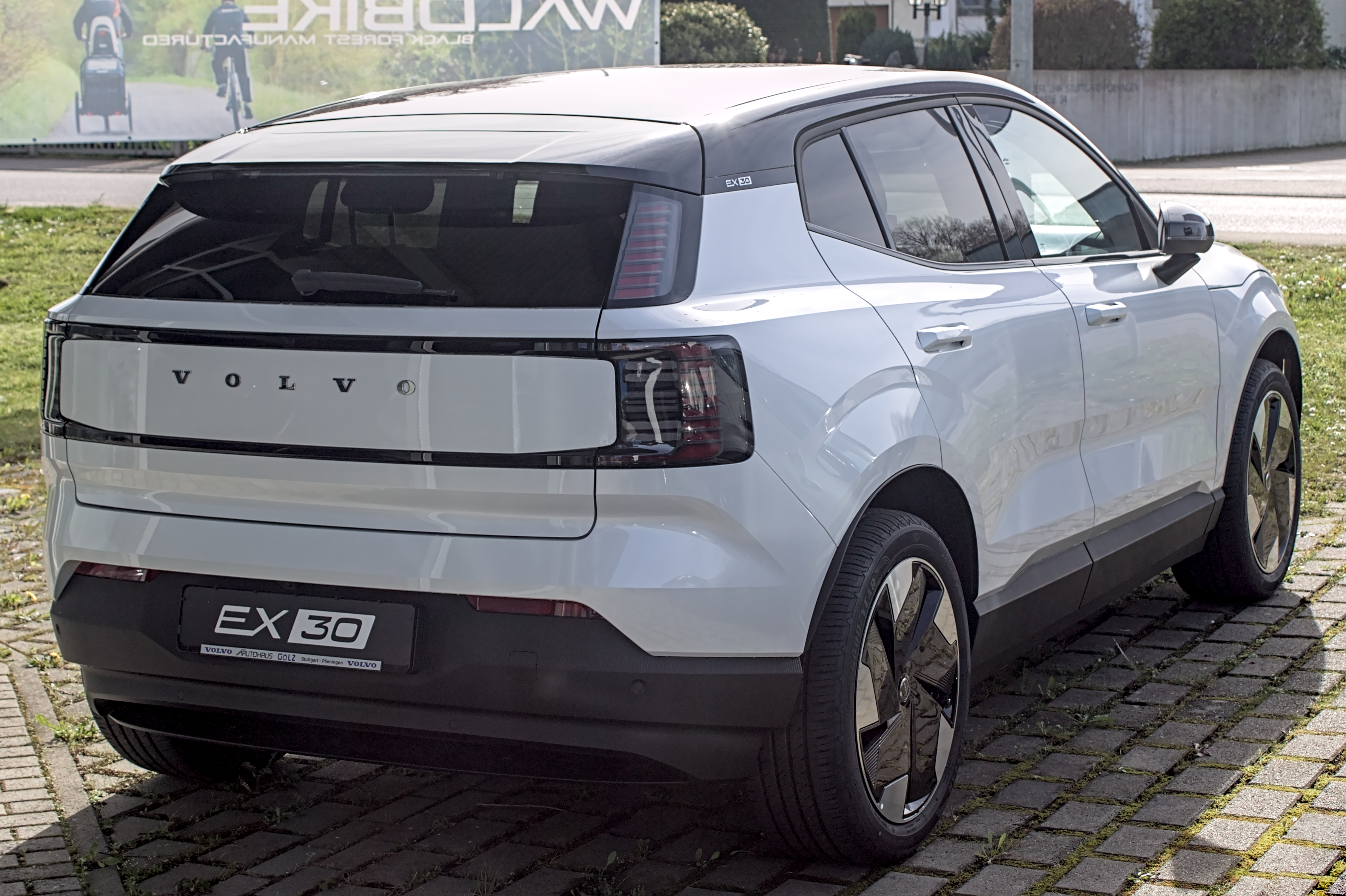
Achterzijde
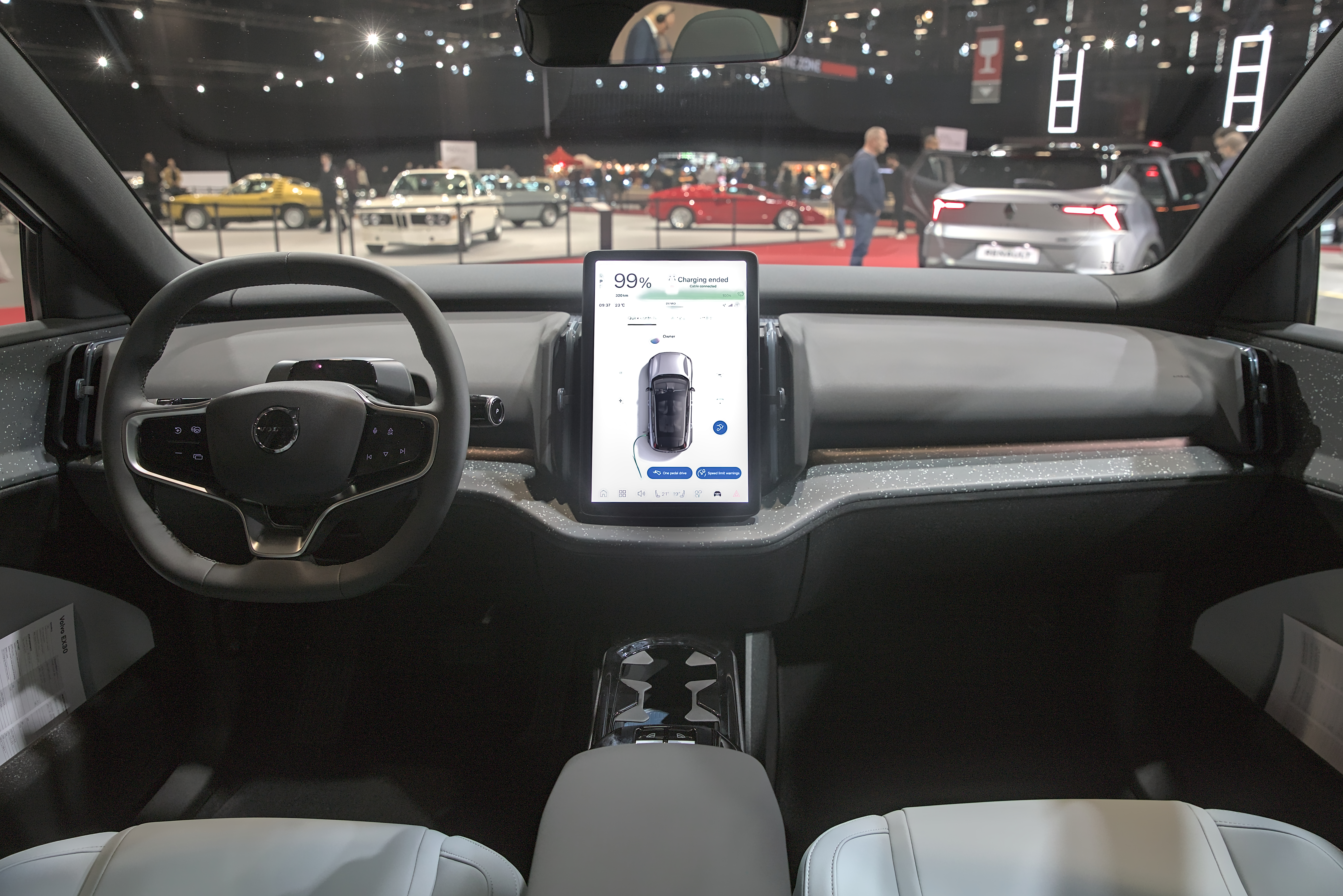
Interieur
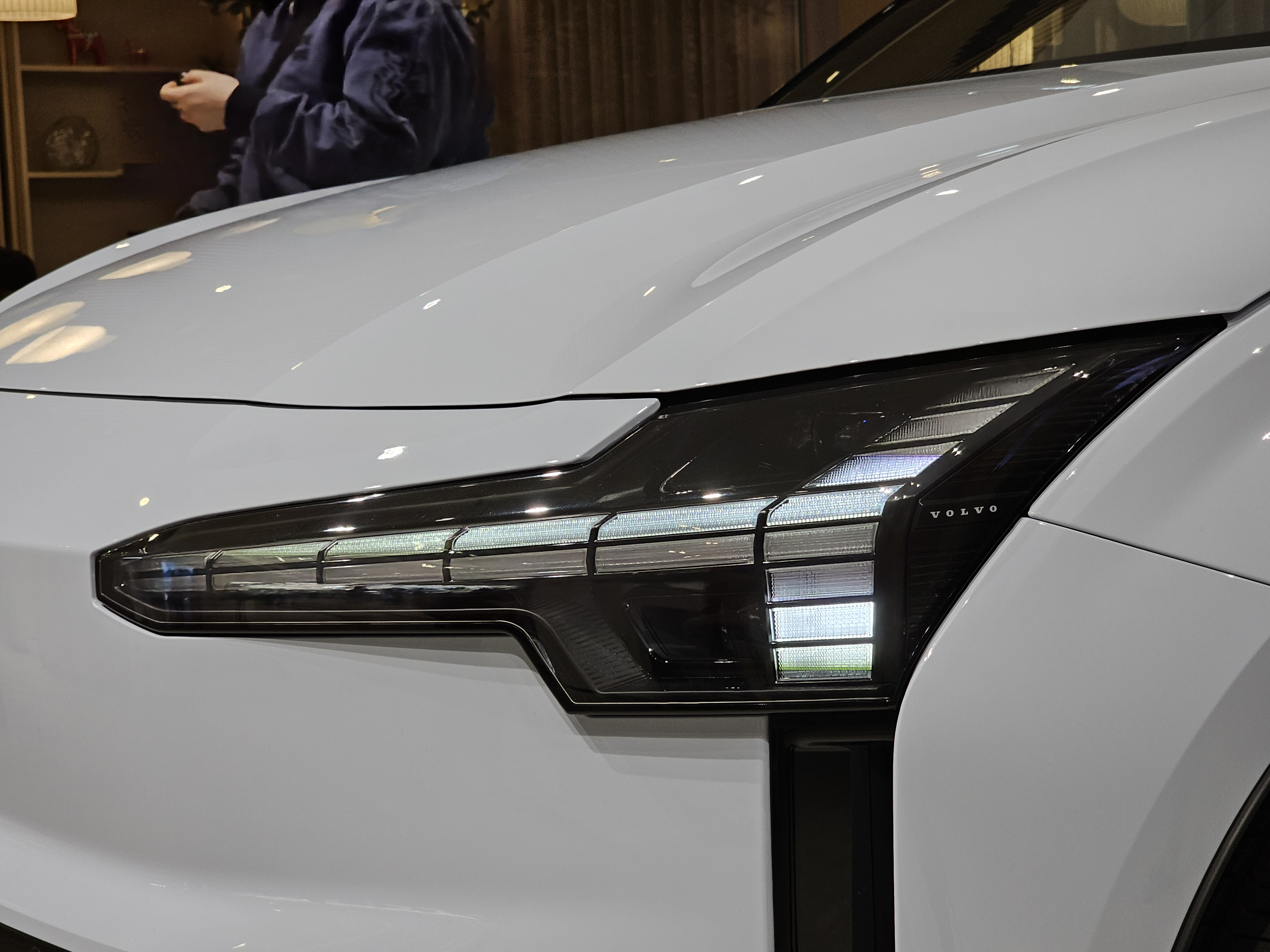
Koplamp in detail
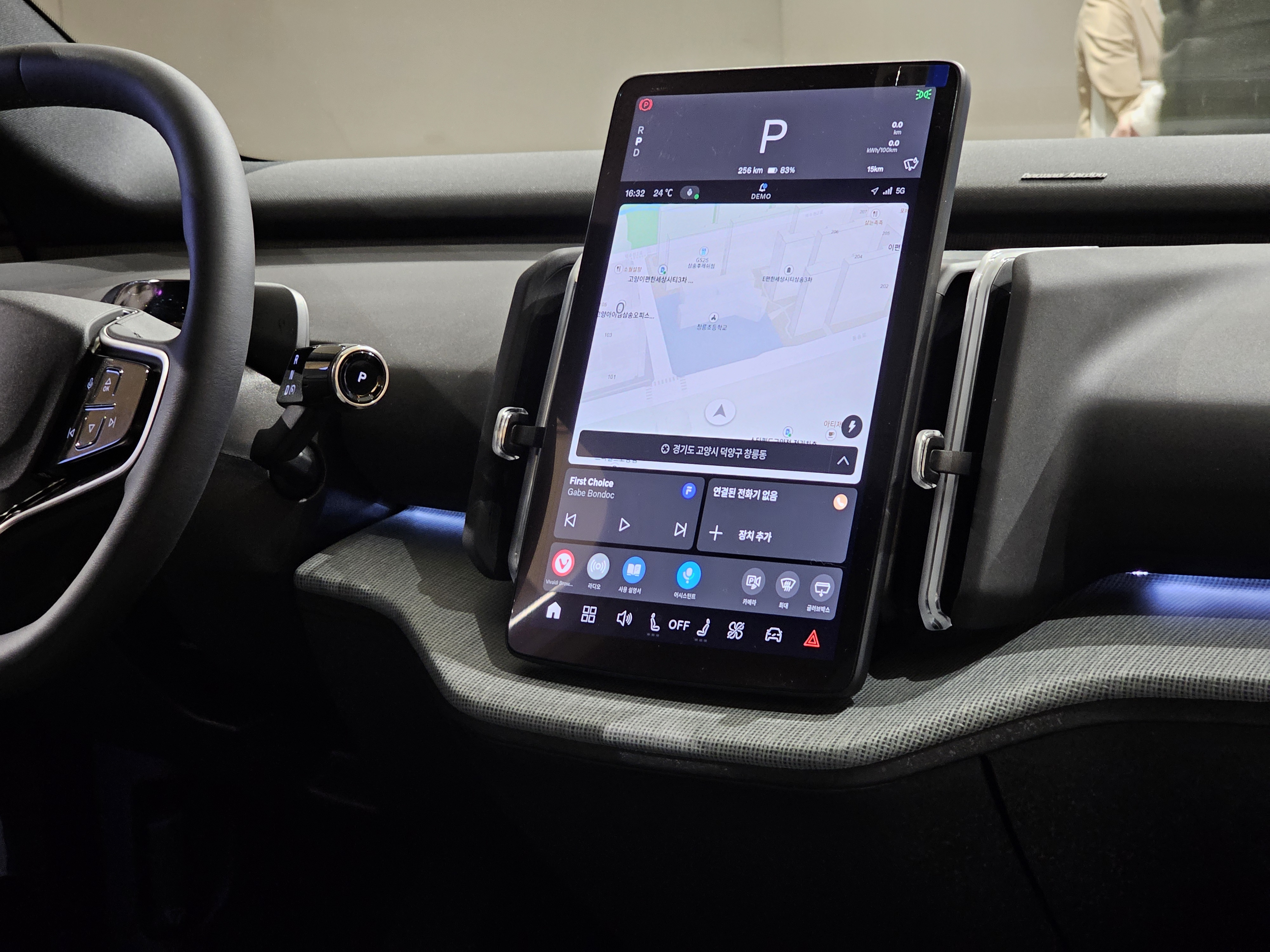
Infotainmentscherm